# 布爾纖柱魚
布爾纖柱魚（学名：Stemonosudis bullisi）為輻鰭魚綱仙女魚目帆蜥魚亞目魣蜥魚科的一種，分布於中西大西洋墨西哥灣東北部海域，為深海魚類，深度80-997公尺，體長可達6.2公分，棲息在表中層水域，生活習性不明。